# Alepidea comosa
Alepidea comosa är en flockblommig växtart som beskrevs av Dummer. Alepidea comosa ingår i släktet Alepidea och familjen flockblommiga växter. Inga underarter finns listade i Catalogue of Life.